# Dème de Zante
Le dème de Zante (en grec moderne : Δήμος Ζακύνθου / Dímos Zakýnthou) est un dème de la périphérie des îles Ioniennes, en Grèce qui comprend Zante avec ses îles adjacentes et Strophades.
Il succède au nome de Zante au 1er janvier 2011 dans le cadre du programme Kallikratis. Le siège de la municipalité est la ville de Zante. Cependant, le siège historique est Bóchali.
Sa superficie est de 407,58 km2 et, selon le recensement de 2011, sa population est de 40 759 habitants.